# أساطير مصرية

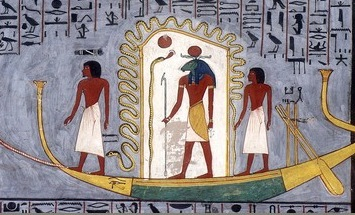
من كتاب الأبواب: رع (الشمس) خلال رحلته الليلية في العالم السفلي.

الأساطير المصرية هي تلك القصص المقدسة التي كان قدماء المصريون يؤمنون بها. تتميز الأسطورة بعمقها الفلسفي. كانت الأساطير حينذاك كالعلم الآن أمرا مسلما بمحتوياته. في معظم الأحيان كانت شخصيات الأسطورة من الآلهة أو أنصاف الآلهة أما تواجد البشر فيها فكان مكملا لا أكثر. تحكي الأسطورة قصصا مقدسة تبرر ظواهر الطبيعة مثلا أو نشأة الكون أو خلق الإنسان وغيره ذلك من المواضيع التي تتناولها الفلسفة على وجه الخصوص والعلوم الإنسانية عموما.
من أشهر الأساطير الفرعونية:
أسطورة إيزيس وأسطورة أوزوريس وأسطورة ست وأسطورة حورس

## الأصول
من الصعب تتبع تطور الأسطورة المصرية.
يجب أن يقوم علماء المصريات بعمل تخمينات علمية حول مراحلها المبكرة استنادًا إلى مصادر مكتوبة ظهرت في وقت لاحق. أحد التأثيرات الواضحة على الأسطورة هو المحيط الطبيعي للمصريين، ففي كل يوم تشرق الشمس وتغرب لتضئ الأرض وتنظم النشاط البشري، وفي كل عام كانت تغمر مياه نهر النيل لتجدد خصوبة التربة وتسمح بزراعة عالية الإنتاج والتي عززت الحضارة المصرية. وهكذا رأى المصريون الماء والشمس كرموز للحياة وفكروا في الزمن كسلسلة من الدورات الطبيعية. كان هذا النط المنظم عرضًة لخطر الاضطراب المستمر، فالفياضانات المنخفضة بشكل غير عادي أدت إلى المجاعة والفياضات العالية دمرت المحاصيل والمباني.
```
كان وادي النيل محاطًا بصحراء قاحلة يسكنها شعوب اعتبرهم المصريون أعداء غير متحضرين للنظام،
[
3
]
 ونتيجة لهذة الأسباب رأى المصريون أرضهم كمكان معزول للإستقرار.
```

## التعريف والنطاق
التعريف الأساسي للإسطورة التي اقترحها عالم المصريات جون بينز هو «سرد مقدس أو ثقافي مركزي.»
في مصر.. الروايات الأساسية في الثقافة والدين تكاد تكون حول الأحداث بين الآلهة. الروايات الفعلية حول تصرفات الآلهة نادرة في النصوص المصرية خاصة من الفترات المبكرة ومعظم الإشارات لمثل هذه الأحداث هي مجرد ذكرات أو تلميحات.

## المحتوى والمعنى
مثل الأساطير في العديد من الثقافات الأخرى، تستخدم الأساطير المصرية لتبرير التقاليد الإنسانية ومعالجة الأسئلة الأساسية حول العالم.
```
تمثل الآلهة المصرية الظواهر الطبيعية من الأشياء المادية كالأرض والشمس إلى قوى مجردة مثل المعرفة والإبداع.
```

## علم الكونيات

### شكل العالم

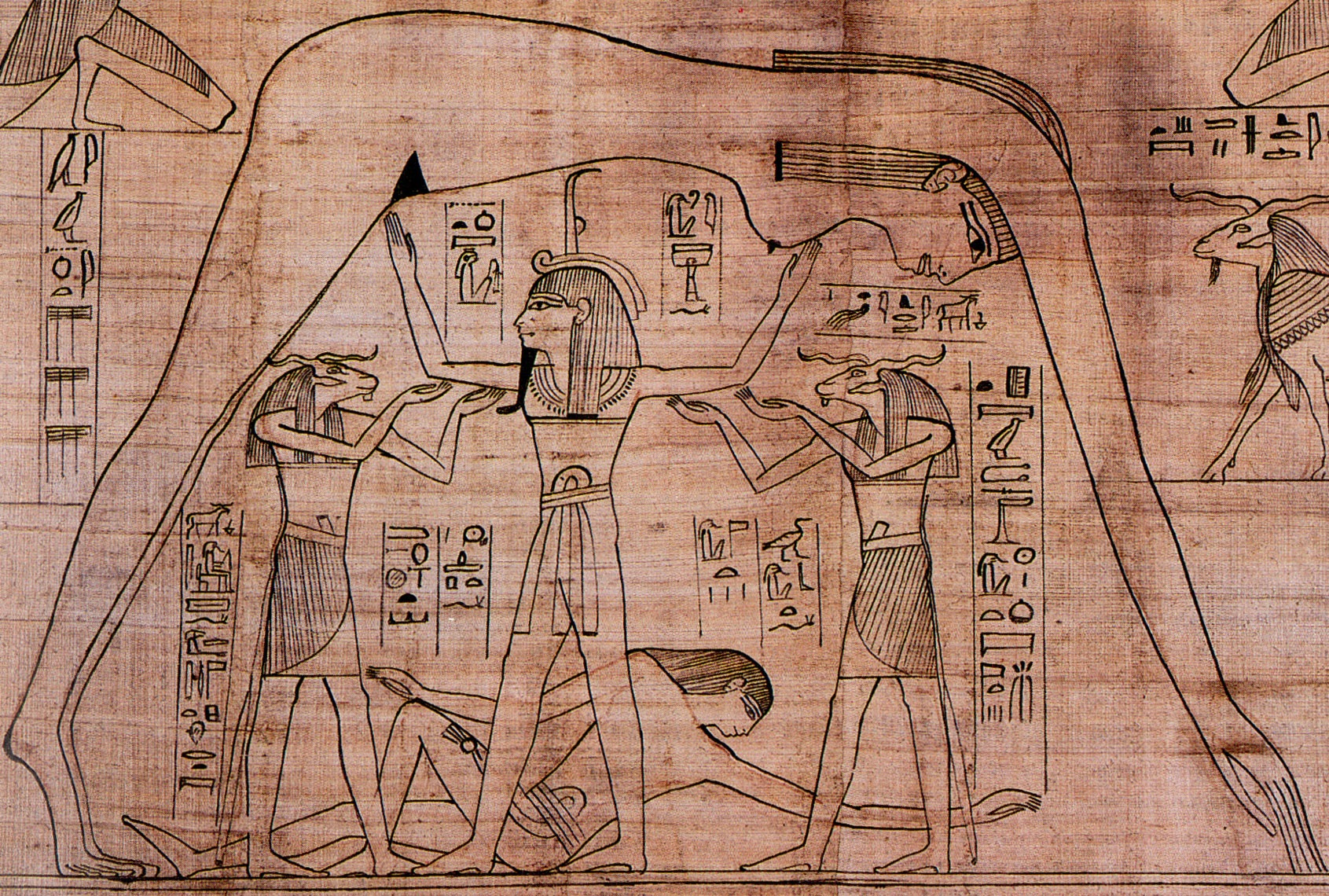
إله الهواء شو بمساعدة آلهة اخرى يحمل إله السماء نوت ويقع جب آله الأرض في الأسفل

في الاعتقاد المصري، فإن الفوضى التي سبقت العالم المنظم تتواجد خارج العالم كمساحة لانهائية من الماء عديم الشكل جسدها الإله نون.
الأرض -جسدها الإله جب- هي قطعة أرض مستوي تُقوس عليها السماء وعادة ماتمثلها الألهة نوت ويتم فصل الإثنين عن طريق الهواء والذي جسده الإله شو.
يُقال ان رع إله الشمس يسافر عبر السماء لتنشيط العالم بنوره، وفي المساء يمر رع وراء الأفق الغربي إلى دوات وهي منطقة غامضة تحدّ المنطقة غير المجسدة من نون، ثم يخرج من الأفق الشرقي عند الفجر.
طبيعة السماء وموقع دوات غير مؤكدة، وتصف النصوص المصرية بشكل مختلف شمس الليل بأنها تسافر تحت الأرض وداخل جسد نوت.
يعتقد عالم المصريات جيمس بي ألين أن هذه التفسيرات لحركات الشمس غير متشابهة. في نظر ألين تمثل نوت السطح المرئي لمياه نون حيث تطفو النجوم على هذا السطح. لذلك تبحر الشمس عبر الماء في دائرة، وكل ليلة تمر وراء الأفق لتصل للسماوات التي تجثم تحت الأرض المعكوسة لدوات. ومع ذلك يعتقد ليونارد ه.ليسكو أن المصريين رأوا السماء كمظلة صلبة ووصفو الشمس بأنها تسير عبر دوات فوق سطح السماء من الغرب إلى الشرق أثناء الليل.

### الوقت
تأثرت رؤية المصريين للوقت ببيئتهم، ففي كل يوم تشرق الشمس وتغرب لتضئ الأرض وتنظم النشاط البشري، وفي كل عام تغمر مياه نهر النيل فتؤدي إلى تجديد خصوبة التربة والسماح بزراعة عالية الإنتاج والتي بدورها عززت الحضارة المصرية. هذه الأحداث الدورية ألهمت المصريين أن يروا الوقت كسلسلة من الأنماط المتكررة.
تتميز العديد من القصص المصرية عن الآلهة بأنها حدثت في زمن بدائي عندما كانت الآلهة واضحة على الأرض، بعد هذا الوقت اعتقد المصريون أن السلطة على الأرض انتقلت إلى الفراعنة البشريين.
يبدو أن هذه الحقيبة البدائية سبقت بداية رحلة الشمس والأنماط المتكررة للعالم الحالي، وفي نهاية الوقت تكون نهاية تلك الدورات وفناء العالم.

## أسطورة خلق الكون

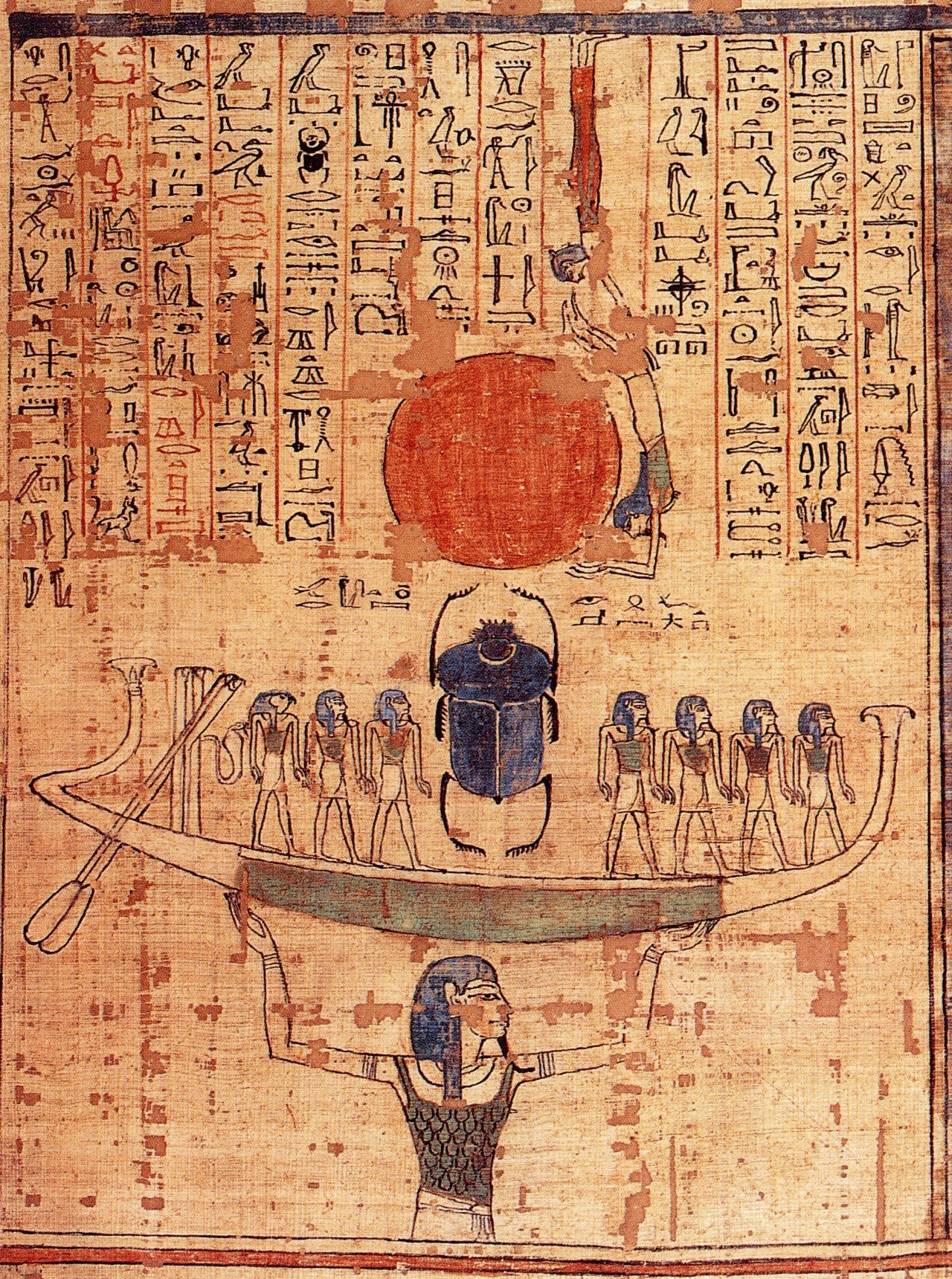
نوو أو «ونون» يخلق المياه ويرفع مركب الإله رع إلى السماء وقت الخلق.

في البدء "نوو أو الخواء كما يترجمه البعض، وهو كتلة لم تتشكل بعد وبداخله بذور الحياة الكامنة. تولد من الإله نون الشمس أي الإله رع بطريقة مجهولة، فيعلن الأخير نفسه حاكما للكون. لكن نون لا يتوقف دوره عند هذا الحد، بل يتوارى عند حدود العالم الحي مكونا طاقة سلبية هائلة تهدد باجتياح العالم. وتكون مقرأ دائما للنفوس الضالة المعذبة، والموتى الذين لم يحظوا بطقوس دينية مناسبة، أو الأطفال الذين ولدوا موتى.
بعد تولي الإله رع الممثل بالشمس حكم الكون، يرسل أشعته الذهبية إلى الأرض. لتبدأ الأمواج التي تغطيها في الانحسار حيث كانت المياه تغطي الأرض بالكامل. وتنزل الأشعة على أول تل من الرمال - التل الأزلي - على سطح الأرض. لتتخذ الأشعة أبعادا مادية مكونة حجر مرتفع عرف باسم بن بن في مدينة أون، أصبح بعد ذلك محل تبجيل في مصر كلها لأنها مهد الخليقة. كانت تلك الأشعة تحمل المادة الإلهية للإله رع التي اتحدت جنسيا مع نفسها لتنجب الجيل الثاني من الآلهة.

## خلق الأرض
عندما عطس الإله كان الهواء الخارج يمثل الإله شو رب الجفاف أو الهواء في بعض الآراء والربة تفنوت والتي كانت تمثل الرذاذ، ومن اتحاد الجفاف والرطوبة نتج عنه الجيل الثالث زوجان آخران هما الإله جب رب الأرض والإلهة نوت ربة السماء، رزقت السماء والأرض بأربعة أولاد مكونين الجيل الرابع وهم على التوالي أوزوريس - إيزيس - ست - نفتيس.

## أسطورة أوزيريس وست

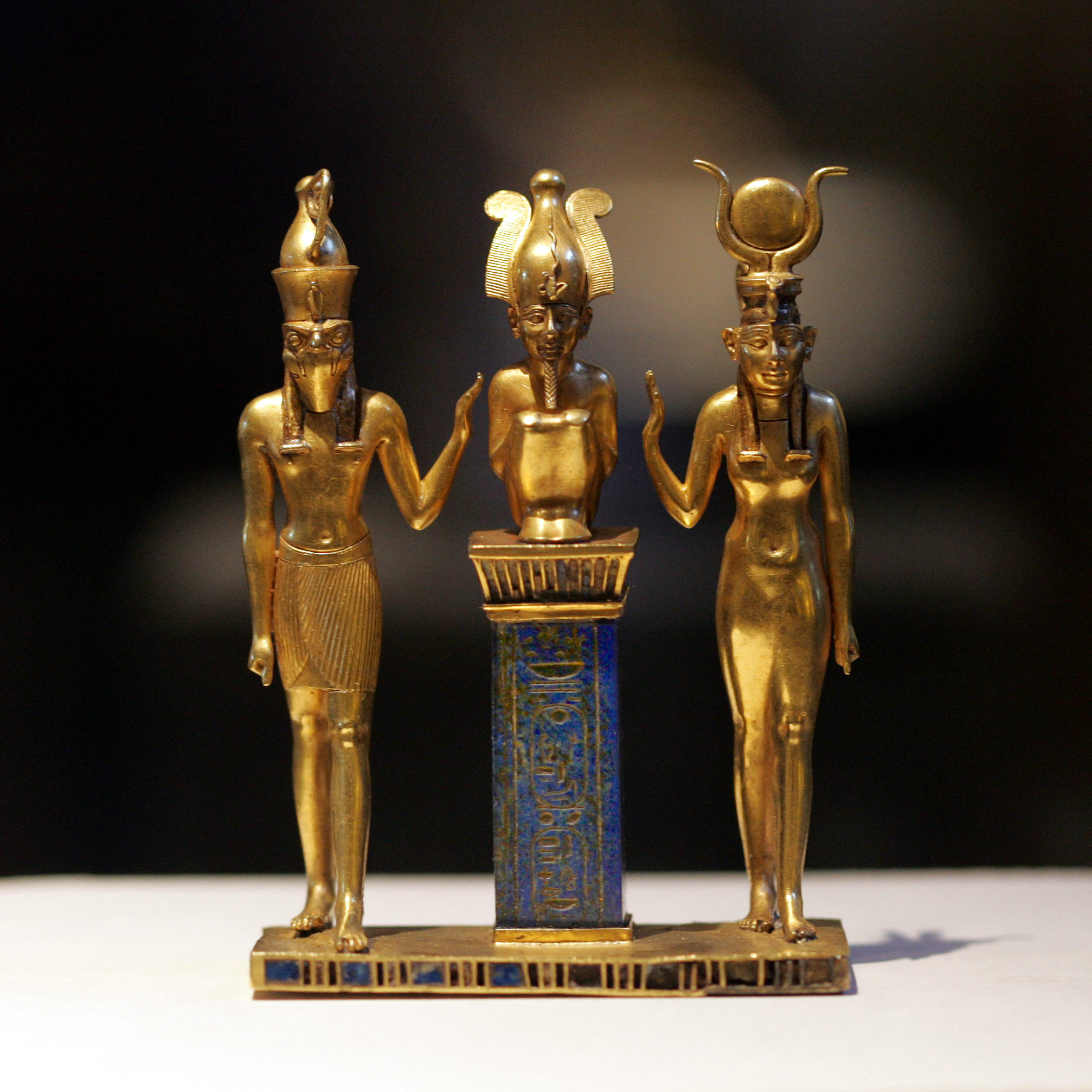
تميمة من الذهب حورس (يسار), وأوزوريس وإيزيس.

حسب الأسطورة المصرية، فإن الشر بدأ في الظهور على الأرض، بغيرة ست من أخيه أوزوريس وخاصة بعد إعلان الأخير ملكًا على مصر. فأوزيريس قـُتل بيد أخيه ست، -رمز الشر. تقص الأسطورة أن ست قام بعمل احتفالية عرض فيها تابوتا رائعا وقال أنه سيكون هدية لمن يأتي على مقاسه. قام الحاضرون بالاستلقاء فيه لكنه لم يكن مناسبا إلا لأوزيريس. وعندما استلقى فيه أوزيريس أغلق ست عليه التابوت وألقاه في النيل. لكن إيزيس زوجته وجدت التابوت وحاولت إنقاذه. فعلم ست بذلك وقام بتمزيق جسد أوزيريس وتفريق أشلائه على جميع مقاطعات مصر. لكن إيزيس بمساعدة أختها نفتيس استطاعتا تجميع أشلاء أوزوريس. وبعد تجميع كافة الأشلاء ساعد إيزيس الإله أنوبيس - إله التحنيط وحارس العالم الآخر، والمسؤول عن إعلان النتيجة النهائية للمتوفى- ساعدها في تحنيط زوجها، وكافأته الربة إيزيس بعد ذلك بفهم حديث البشر. أعاد رع الحياة لأوزوريس لمدة يوم واحد لتنجب منه أيزيس ولدها حورس. خبأت إيزيس الطفل في مستنقعات الدلتا تحت رعاية الإلهة حتحور (البقرة المرضعة)، ليشب بعدها ويشن الحرب على عمه ست انتقاماً لوالده أوزيريس. وينتصر حورس (رمزه الصقر) على ست. وبعد محاكمة عادلة برئاسة جده الإله جب، يحصل حورس على أن يكون ملك مصر على الأرض، أما أوزوريس فينصب حاكمًا لعالم الموتى. وأما ست فأصبح إله يرمز للشر والعنف.
في كل مكان وجدت فيه إيزيس جزءا من جسد أوزوريس بنى المصريون فيه المعابد، مثل معبد أبيدوس الذي يؤرخ لهذه الحادثة. وموقع معبد أبيدوس أقيم في العاصمة الأولى لمصر القديمة حيث وجدت رأس أوزيريس. وفي رسومات المعبد الذي أقامه الملك سيتي الأول أبو رمسيس الثاني الشهير تشرح التصويرات الجدارية ما قامت به إيزيس من تجميع لجسد أوزيريس، وعملية المجامعة بينهما التي نتج عنها حمل ابنهما الإله حورس، الذي تصدى لأخذ ثأر أبيه من عمه. وبسبب انتصاره على الموت وهب أوزيريس الحياة الأبدية والألوهية على العالم الثاني.
كان كل الفراعنة الذين حكموا مصر يعتبرون ممثلين عن حورس في حكم الأرض. فكان كل منهم منذ الأسرة الأولى يتخذ اسم حورس عندما يعتلي العرش. ومن ألقاب الفراعنة أيضا اسم الحورس الذهبي ابتداء من فراعنة الأسرة الرابعة.

## خلق البشر والقمر
فقد الإله رع إحدى عينيه، فأرسل ولديه شو وتفنوت للبحث عنها. ولما طال غيابهما اتخذ لنفسه عين أخرى، لكن العين الغائبة عادت لتجد رع قد اتخذ عين أخرى. ذرفت رموت الدموع من شدة الغيظ فينتج عنها البشر رمث، ولكن رع قام بترضيتها فسلمها إلى الإله تحوت (الإله الكاتب) ليرفعها للسماء لتضيء الليل، وهكذا ولد القمر، وعندما فقد حورس عينه اليسرى في حربه مع عمه ست منحه تحوت تلك العين.

## الفصل بين البشر والآلهة
قرر رع الانسحاب إلى السماء، فاستقر فوق بقرته السماوية التي يرفعها الإله شو، وسلم إدارة الأرض للإله تحوت والرموز الملكية إلى الإله جب، فتم الفصل نهائيا بين البشر والآلهة. وبدأ من هذا الوقت حكم الفراعنة الذين تختارهم الآلهة ممثلين عنها في الأرض وشركاء لهم في السماء.

## أسطورة البعث والحساب
كان البعث والحساب عند المصريين القدماء يمثل بميزان يوضع قلب الميت في كفة وتوضع ريشة من الإلهة ماعت في الكفة الأخرى، أما تتكون المحكمة من 42 قاضي بعدد أقاليم مصر. فإذا رجحت كفة قلبه يدخل الفردوس [في وجهة نظرهم], وذا رجحت كفة الريشة يدخل الجحيم. وقد صوّر الجحيم على هيئة حيوان مفترس.

## أسطورة النداهة
من الأساطير الريفية المصرية، حيث يزعم الفلاحون أنها امرأة جميلة جدا وغريبة. تظهر في الليالي الظلماء في الحقول تنادي باسم الشخص، فيقوم مسحورا ويتبع النداء إلى أن يصل إليها، وبعد ذلك يجدونه ميتا في الصباح.

## كا
مقال عن «الروح» و«النفس» لدي قدماء المصريين.

## با
مقال عن «الروح» و«النفس» لدي قدماء المصريين.

## آخ
مقال عن «الروح» و«النفس» لدي قدماء المصريين، والحياة بعد الموت.